# 1900 au Québec
Cet article traite des événements survenus en 1900 au Québec. 

## Événements

### Janvier
- 18 janvier : ouverture de la troisième session de la 9e législature (en). Le discours du Trône annonce que le gouvernement assumera désormais l'administration des pêcheries et que c'est lui qui émettra les permis de pêche. Il dit souhaiter également la victoire de la Grande-Bretagne dans la seconde guerre des Boers[1].
- 24 janvier : dans son discours du budget, Félix-Gabriel Marchand, qui cumule les postes de Premier ministre et de trésorier, annonce des dépenses de 3 900 000 $ avec un excédent financier de 400 000 $[2].

### Février
- 1er février : Raymond Préfontaine est réélu maire de Montréal lors des élections municipales. Il a obtenu 3 200 voix de plus que son adversaire William Doran[3].
- 5 février : Joseph Shehyn est nommé sénateur. Son siège à l'Assemblée législative est maintenant vacant[4].
- 23 février : un concert est donné à l'Académie de musique de Québec en l'honneur des premières pertes canadiennes en Afrique du Sud[5].

### Mars
- 1er mars : 
  - 46 centimètres de neige tombent sur Montréal lors d'une tempête[6].
  - des étudiants de l'Université McGill, qui viennent d'apprendre la libération de la garnison de Ladysmith dans la seconde guerre des Boers, fêtent cette victoire à leur façon en entrant dans les locaux de l'Université Laval de Montréal et en faisant quelques saccages[7].
  - Simon-Napoléon Parent est réélu maire de la ville de Québec[8].
- 2 mars : des étudiants de l'Université Laval de Montréal organisent une contre-manifestation pour répondre à celle des étudiants de McGill. Ils chantent La Marseillaise dans les rues de Montréal et terminent leurs marches devant le monument du patriote Jean-Olivier Chénier[9].
- 7 mars : les Shamrocks de Montréal remportent la Coupe Stanley en battant les Crescents de Halifax 2 parties à zéro[10].
- 17 mars : l'Académie de musique de Québec, principale salle de théâtre de la capitale, est rasée par un incendie[11].
- 23 mars : la session est prorogée.

### Avril
- 26 avril : un incendie rase la quasi-totalité de la ville de Hull. 250 maisons sont détruites et 15 000 personnes sont sans abri. Le feu traverse même la rivière des Outaouais et fait quelques dommages à Ottawa. Les dommages sont évalués à 20 000 000 $[12].

### Mai
- 1er mai : des bombes explosent sur la Rue Saint-Laurent à Montréal. On soupçonne les groupes anarchistes d'en être la cause[13].
- Mai : un incendie détruit la papeterie Laurentide à Grand-Mère. Le village est sauvé de la destruction grâce à des vents contraires[14].
- 22 mai : à Pointe-Claire, un incendie détruit une trentaine de maisons, l'Hôtel de ville, et le bureau de poste. 200 personnes se retrouvent sans abri[15].

### Juin
- Juin : Irma Levasseur devient la première Québécoise à obtenir un diplôme en médecine à l'université Saint-Paul au Minnesota[16].
- 7 juin : 
  - la Chambre des communes félicite la Grande-Bretagne pour s'être emparée de Pretoria lors de la seconde guerre des Boers. Lors d'un discours, Henri Bourassa déclare que la cause de cette guerre est injuste[17].
  - lors de l'Exposition universelle de Paris, le ministre Joseph-Israël Tarte fait visiter le pavillon du Canada au président français Émile Loubet[18].

### Juillet
- 7 juillet : le Grand Café National inaugure sa première saison comme théâtre d'été à Québec[19].
- 9 juillet : la première succursale de la Banque provinciale du Canada est inaugurée à Montréal.
- 27 juillet : les 400 tisserands de la Dominion Cotton Mills de Magog se mettent en grève pour protester contre la décision de leur employeur de reporter la remise de leur salaire du vendredi au lundi[20].

### Août
- 3 août : la grève du textile de Magog se termine par un échec pour les grévistes. Plusieurs d'entre eux sont mis à pied.
- 12 août : le comédien et directeur de théâtre Julien Daoust fonde le Théâtre national à Montréal[21].

### Septembre
- 25 septembre : Félix-Gabriel Marchand devient le premier Premier ministre du Québec à mourir en fonction.

### Octobre
- 2 octobre : la pierre angulaire du pont de Québec est posée. 8 000 personnes assistent à la cérémonie dont le Premier ministre canadien Wilfrid Laurier.
- 3 octobre : Simon-Napoléon Parent succède officiellement à Marchand comme Premier ministre du Québec. Son cabinet est assermenté le même jour. Son principal ministre est Adélard Turgeon, qui devient secrétaire de la province et ministre de la Colonisation et des Mines. Lomer Gouin entre également au cabinet comme ministre des Travaux publics et Thomas Duffy (en) devient trésorier[4].
- 8 octobre : Joseph-Émery Robidoux est nommé juge[4].
- 25 octobre : le maire de Salaberry demande l'aide de l'armée pour écraser une émeute qui a éclaté à la suite du déclenchement d'une grève par les employés de la Montreal Cotton[22].

### Novembre
- 7 novembre : le Parti libéral du Canada de Wilfrid Laurier remporte les élections fédérales avec 128 députés élus contre 79 conservateurs. Au Québec, le score est de 57 libéraux et 8 conservateurs[23].
- 14 novembre : Simon-Napoléon Parent annonce des élections générales pour le 7 décembre.
- 21 novembre : des vents violents atteignant jusqu'à 75 milles à l'heure s'abattent sur le Québec[24].
- 22 novembre : le vapeur Saint Olaf fait naufrage près de l'île Grande-Boule à Sept-iles, sur la Cote-Nord, entraînant dans la mort ses 21 passagers[25].

### Décembre
- 6 décembre : Alphonse Desjardins fonde le mouvement coopératif des Caisses d'épargne Desjardins[26].
- 7 décembre : le Parti libéral de Simon-Napoléon Parent remporte les élections générales avec 67 députés élus contre seulement 7 pour les conservateurs menés par Edmund James Flynn[27].

## Naissances
- 8 février - Raoul Poulin (homme politique) († 23 octobre 1975)
- 18 février - Juliette Petrie (actrice) († 13 mars 1995)
- 28 mars - Antonio Auger (homme politique) († 18 janvier 1979)
- 25 mai - Alain Grandbois (écrivain) († 18 mai 1975)
- 29 mai - Antonio Talbot (homme politique) († 25 septembre 1980)
- 25 juillet - Hélène Grenier (bibliothécaire) († 22 mars 1992)
- 6 août - Joseph-Damase Bégin (homme politique) († 4 juillet 1977)
- 5 octobre - Lorne Chabot (joueur de hockey) († 10 octobre 1946)
- 20 novembre - Athole Shearer (en) (actrice) († 17 mars 1985)

## Décès
- 16 janvier - Théophile-Pierre Bédard (historien) (º 12 janvier 1837)
- 25 février - Benjamin Pâquet (personnalité religieuse) (º 27 mars 1832)
- 16 avril - Méron Tremblay (homme politique) (º 15 avril 1830)
- 4 août - Marc-Aurèle Plamondon (juge et journaliste) (º 16 octobre 1823)
- 11 août - Georges Isidore Barthe (homme politique) (º 16 novembre 1834)
- 25 septembre - Félix-Gabriel Marchand (Premier ministre du Québec alors qu'il était en fonction) (º 9 janvier 1832)